# 大久保隆夫
大久保　隆夫（おおくぼ　たかお）は、日本の情報セキュリティ学者、情報セキュリティ大学院大学教授。

## 略歴
1991年東京工業大学物理情報工学専攻修了。同年株式会社富士通研究所に入社。リバースエンジニアリング、分散開発環境、アプリケーションセキュリティの研究に従事。
2006年、情報セキュリティ大学院大学入学、2009年同修了。博士（情報学）。2013年より同大学院准教授。2014年より教授。
情報処理学会論文誌ジャーナル編集委員、同学会コンピュータセキュリティ研究会専門委員、IEEE CS会員。
自動車CANにおけるセキュリテイ、核融合電源制御システムセキュリテイ、航空システムセキュリテイの研究を積極的に進めている。